# بروس ريوتش
بروس ديفيد ريوتش (بالإنجليزية: Bruce Rioch)‏، من مواليد 6 سبتمبر 1947 في ألدرشوت في إنجلترا، لاعب كرة قدم اسكتلندي سابق، ومدرب كرة قدم اسكتلندي حالي.
بدأ مسيرته الكروية مع نادي لوتون تاون في عام 1964، ولعب معهم حتى عام 1969، وشارك معهم في 149 مباراة وسجل 47 هدف، وفي عام 1969 انتقل إلى نادي أستون فيلا، ولعب معهم حتى عام 1974، وشارك معهم في 154 مباراة وسجل 34 هدف، وفي عام 1974 انتقل إلى نادي ديربي كاونتي، ولعب معهم حتى عام 1976، وشارك معهم في 106 مباريات وسجل 34 هدف، وفي موسم 1976/1977 انتقل إلى نادي إيفرتون، ولعب معهم 30 مباراة وسجل 3 أهداف، وفي عام 1977 انتقل إلى نادي ديربي كاونتي، ولعب معهم حتى عام 1979، وشارك معهم في 41 مباراة وسجل 4 أهداف، وفي ديسمبر 1978 أعير إلى نادي برمنغهام سيتي، ولعب معهم 3 مباريات، وفي مارس 1979 أعير إلى نادي شيفيلد يونايتد، ولعب معهم 8 مباريات وسجل هدف واحد، وفي موسم 1979/1980 لعب مع نادي سياتل سوندرز، ولعب معهم 46 مباراة وسجل 4 أهداف، وفي عام 1980 انتقل إلى نادي توركواي يونايتد، ولعب معهم حتى عام 1984، وشارك معهم في 71 مباراة وسجل 6 أهداف.
و قد لعب مع منتخب اسكتلندا لكرة القدم بين عامي 1975 و1978، وشارك معهم في 24 مباراة وسجل 6 أهداف.
و قد درب نادي توركواي يونايتد منذ عام 1982 وحتى 1984، وفي عام 1985 درب نادي سياتل، وفي عام 1986 درب نادي ميدلزبره، واستمر في تدريبهم حتى عام 1990، وفي عام 1990 انتقل إلى تدريب نادي ميلوال، ودربهم حتى عام 1992، وفي عام 1992 انتقل إلى تدريب نادي بولتون واندررز، ودربهم حتى عام 1995، وفي موسم 1995/1996 درب نادي آرسنال، وفي عام 1998 درب نادي نوريتش سيتي، ودربهم حتى عام 2000، وفي موسم 2000/2001 درب نادي ويغان أثلتك، وفي عام 2005 انتقل إلى تدريب نادي أودينيسي الدنماركي، ودربهم حتى عام 2007.

## وصلات خارجية
- بروس ريوتش على موقع الاتحاد الأوربي (الإنجليزية)
- بروس ريوتش على موقع قاعدة بيانات كرة القدم.إي يو (الإنجليزية)
- بروس ريوتش على موقع ناشيونال فوتبول تيمز (الإنجليزية)
- بروس ريوتش على موقع Soccerbase.com (مدرب) (الإنجليزية)